# Рябушко, Григорий Максимович
Григорий Максимович Рябушко (6 марта 1922 — 12 декабря 2006) — участник Великой Отечественной войны, Герой Советского Союза, дата указа от (18.08.1945).
В годы Великой Отечественной войны: Рябушко Григорий — старший лётчик, 828-го штурмового авиационного полка, 260-й штурмовой авиационной дивизии, 4-й армии, 2-го Белорусского фронта, лейтенант.

## Биография
Родился в 1922 году, 6 марта, в крестьянской семье, в селе Ольгинском (ныне — село Кочубеевское), Кочубеевского района Ставропольского края. Семья была не особенно богатая. Его дед по материнской линии, Дуганец Иван Васильевич, был матросом на броненосце «Потёмкин», тогда, когда там поднялось восстание. Но потом, в 1-ю мировую войну, он воевал «за Веру, Царя и Отечество» и стал Георгиевским кавалером, был награждён крестом Святого Георгия I степени. Он пережил и Великую Отечественную войну.
Крестьянствовала семья Рябушко до 1932 года. В 1932 году, в самые тяжёлые годы для крестьянства, семья перебралась в город Ставрополь. Григорий Максимович был старшим в семье. Кроме него у родителей было ещё трое детей. Два сына — Николай и Иван, и дочь Мария.
Приехали в Ставрополь, вначале жили на квартире, а потом построили домик. Григорий Максимович стал учиться в школе, которая работает до сих пор, только сейчас она называется 10-й лицей. Учась в 9-м классе, Григорий Максимович по призыву комсомола, решил, как и большинство его товарищей, стать лётчиком. Решил поступать в Ворошиловский (Ставропольский) аэроклуб.
В аэроклубе учились на самолёте У-2. За год освоили пилотирование и прошли курс пилотажа: мёртвая петля, штопор, виражи и т. д. Самостоятельные полёты и полёты с инструктором дали налёт на У-2 16 часов. Осенью 1940 года Григорий Максимович получил удостоверение об окончании аэроклуба. В это время Григорий Максимович уже учился в 10-м классе. После окончания аэроклуба Григорий Максимович решил дерзнуть и послал заявление на поступление в военную авиационную школу лётчиков-истребителей, в город Краснодар (её тогда только-только там организовали). О том, что такая там есть, Григорий Максимович узнал в аэроклубе (вообще-то Григорий Максимович думал послать заявление в Сталинградскую школу лётчиков, но не успел, а в Краснодарскую ещё принимали).
В 1941 году, в апреле месяце, ему пришёл вызов из Краснодарской авиационной школы лётчиков-истребителей имени Леваневского, о том, что б он приехал в город Краснодар для поступления. В апреле 1941 года Григорий Максимович стал курсантом Краснодарской военной авиационной школы лётчиков-истребителей. После курса молодого бойца и присяги, Григорий Максимович стал изучать лётный теоретический курс. О полётах в это время разговоров пока и не было, хотя знал, что их готовят летать на истребителе И-16. Июнь 1941 перевернул всё. В ночь с 21 на 22 июня началась Великая Отечественная война.
Первый воздушный бой Григорий Рябушко принял в небе Заполярья. На своём штурмовике он топил фашистские корабли, уничтожал эшелоны с боевой техникой. За время Великой Отечественной войны Григорий Максимович произвёл более сотни успешных вылетов на бомбардировку живой силы и техники противника.
Мурманск и Петрозаводск, Лодейное Поле и Варшава, Данциг и Берлин — места аэродромов его дивизии. Крайний боевой вылет лётчика датирован 9 мая 1945 года.
Указом Президиума Верховного Совета СССР от 18 августа 1945 года за образцовое выполнение боевых заданий командования на фронте борьбы с немецко-фашистскими захватчиками и проявленные при этом мужество и героизм лейтенанту Рябушко Григорию Максимовичу присвоено звание Героя Советского Союза с вручением ордена Ленина и медали «Золотая Звезда».
Вернувшись после армии в Ставрополь, Григорий Максимович Рябушко очень много сил отдавал общественной работе. В течение тридцати лет был депутатом городского Совета трудящихся, 27 лет возглавлял краевой совет Всероссийского общества автолюбителей. Автор мемуаров.
Свидетельство признания больших заслуг ветерана — звание Почётного гражданина города Ставрополя, которое он получил в 2002 году. На его доме по улице Дзержинского и на здании школы № 10, где он учился до войны, установлены мемориальные доски.

## Награды
- Медаль «Золотая Звезда» Героя Советского Союза (№ 8016);
- орден Почёта;
- орден Ленина;
- два ордена Красного Знамени (1944, 1945);
- орден Красной Звезды (1943);
- орден Отечественной войны 1-й степени (1985);
- орден Отечественной войны 2-й степени;
- медаль «За заслуги в развитии транспортного комплекса России»;
- почётный гражданин Ставрополя (26.06.2002).

## Сочинения
- Рябушко Г. М. Штурмовик. — Ставрополь: ЮРКИТ, 2004. — ISBN 5-87580-098-4.
- Рябушко Г. М. Второе рождение : [из воспоминаний лётчика, Героя Советского Союза] // Ставроп. правда. - 1975. - 13 аир. - С. 3.
- Рябушко Г. М. Огненный налёт : [из воспоминаний лётчика, Гсроя Советского Союза] // Ставроп. правда. - 1978. - 9 мая. - С. 3.
- Рябушко Г. М. Под крылом Россия : [из воспоминаний лётчика, Героя Советского Союза] // Ставроп. правда. - 1975. - 27 февр. - С. 3.
- Рябушко Г. М. Сильнее смерти : [Лётчик, Герой Советского Союза Г. М. Рябушко о боевых друзьях-товарищах] // Ставроп. правда. - 1969. - 6 нояб. - С. 3.

## Память
- Мемориальная доска открыта в городе Ставрополе. Как почётному жителю Ставрополя, на Аллее почётных граждан города ему установлена стела[3].